# Boiga ceylonensis
Espèce
Synonymes
- Dipsadomorphus ceylonensis Günther, 1858
- Dipsas nuchalis Günther, 1875

Boiga ceylonensis  est une espèce de serpents de la famille des Colubridae.

## Répartition
Cette espèce se rencontre en Inde (dans les États d'Assam, d'Orissa et de Maharashtra) et au Sri Lanka. Elle a également été mentionnée aux îles Andaman mais n'a pas été listée par Das en 1999.

## Étymologie
Son nom d'espèce, composé de ceylon et du suffixe latin -ensis, « qui vit dans, qui habite », lui a été donné en référence au lieu de sa découverte, Ceylan, l'ancien nom du Sri Lanka.

## Publication originale
- Günther, 1858 : Catalogue of Colubrine Snakes in the Collection of the British Museum, London, p. 1-281 (texte intégral).